# 台湖万亩游憩园
台湖万亩游憩园是一座正在建设的公园，位于北京市通州区台湖镇，北至京哈高速，南至潞西路，西至京津高速，东至东六环路。游憩园将分四期建设。绿化总面积将达到25250亩，相当于2.5个奥林匹克森林公园。建成后，将与往年平原造林地块、留白增绿地块集中连片，成为万亩以上的森林景观，形成副中心的“超级氧吧”。公园将于2020年12月底完成主体工程。

## 一期
一期总面积5005亩，打造公园绿色基底，新植移植乔木灌木6.4万株、地被54.8万平方米、水生植物4364平方米，已完成总体工程量的97%。

## 二期
二期总面积9680亩，其中新增造林4984亩、改造提升4696亩。建设内容主要包括移植常绿乔木6887株、落叶乔木2.8万株、亚乔木3990株，新植常绿乔木2.1万株、落叶乔木6.4万株、亚乔木3.7万株、灌木4.2万株、色带7.5万平方米、水生植物3.9万平方米、地被168万平方米。总投资59988万元。三期将预留空间开发特色项目。

## 三期
三期总面积7783亩，新植移植乔木灌木32.5万株，新植水生植物6.9万平方米、地被14万平方米。

## 四期
四期总面积2782亩，新植乔木灌木8.4万株、色带6754平方米、地被41.9万平方米。

## 垛子公园
垛子公园是台湖万亩游憩园的核心区域，面积约1005亩，包含水域面积约10万平方米，总蓄水量约15万立方米的琵琶湖，有林间演艺、水上演艺等特色景区。垛子公园目前开放范围为：东至武林村，西至铺外路，南至潞西路，北至新四支渠。